# Două sute cincizeci de lei (monedă românească)
Două sute cincizeci de lei a fost o monedă a leului românesc. A fost introdusă în 1935, iar ultima emisiune monetară⁠(d), 1941, a avut putere circulatorie până la data de 30 septembrie 1942.

## Istorie

### 250 lei 1935
Prima monedă cu valoarea nominală de 250 de lei a fost introdusă în urma modificării proiectului inițial pentru o monedă de 200 de lei, ca urmare a creșterii prețului argintului în cursul anului 1935. Inițial, legea publicată în Monitorul Oficial din 23 februarie 1935 prevedea baterea unei monede de 200 de lei, realizată dintr-un aliaj format din 83% argint și 27% cupru. Aceasta urma să aibă o greutate de 13,5 grame, un diametru de 29 mm și un șanț pe muchie. Baterea monedei era planificată pentru primele luni ale anului 1936, după instalarea echipamentelor la Monetăria Națională, reînființată prin aceeași lege. Totuși, în contextul creșterii prețului argintului, ministrul de finanțe, Victor Antonescu, a depus la începutul lunii decembrie 1935 un proiect de modificare a legii. Acesta prevedea majorarea valorii nominale a monedei de la 200 de lei la 250 de lei, reducerea proporției de argint din aliaj de la 83% la 75% și păstrarea restului din cupru. Proiectul a fost aprobat de Parlament, iar legea a fost publicată în Monitorul Oficial nr. 293 din 20 decembrie 1935.

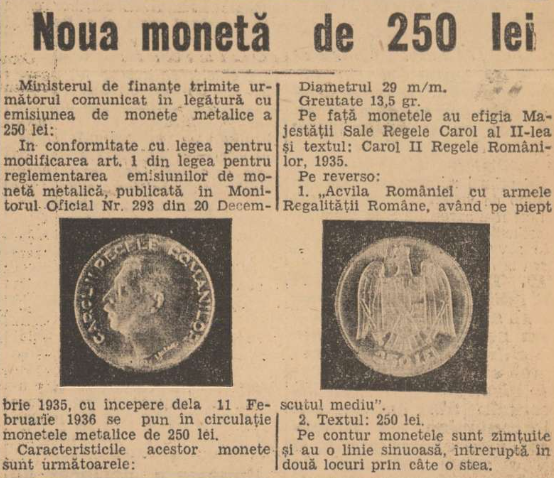
Comunicat al Ministerului de Finanțe privind moneda de 250 lei 1935, publicat în numărul 15968 al ziarului Adevěrul din 11 februrie 1936

Conform specificațiilor legii, moneda era relizată din 75% argint și 25% cupru electrolitic, avea o greutate de 13,5 g și un diametru de 29 mm. Aversul prezenta efigia regelui Carol al II-lea, din profil spre stânga, înconjurată de inscripția CAROL II REGELE ROMANILOR și anul 1935. Sub gâtul efigiei se găsea textul I.Jalea, numele gravorului. Reversul prezenta vulturul din stema regală a României, sub care se găsea valoarea nominală, 250 LEI. Muchia era zimțată și decorată cu o linie sinusoidală, întreruptă în două locuri de câte o stea. Moneda a fost pusă în circulație începând cu 11 februarie 1936, iar tirajul acesteia a fost de 4,5 milioane de exemplare.

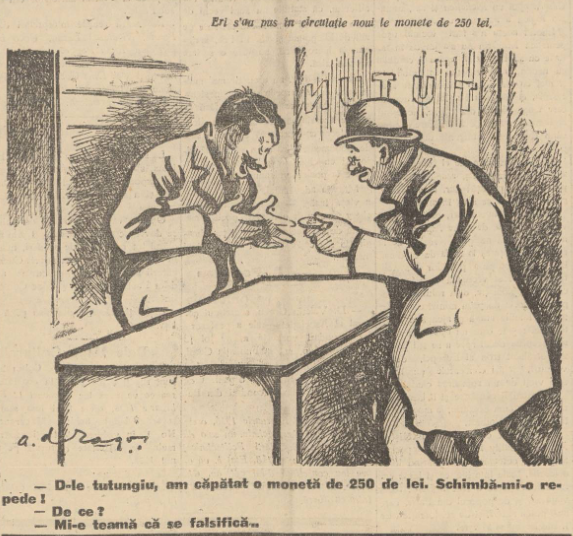
Caricatură de Aurel Dragoș, publicată în numărul 2884 din ziarul Curentul din 13 februarie 1936, privind punerea în circulație a monedei de 250 lei 1935

La scurt timp după introducerea în circulație a monedei au fost semnalate cazuri de falsificare⁠(d). Primele falsuri au apărut deja în martie același an, ceea ce sugerează că moneda era ușor de reprodus. De asemenea, aceasta a întâmpinat dificultăți majore în circulație, fiind greu absorbită de economie, refuzată de Banca Națională din cauza surplusului de monedă metalică. Populația, temătoare din cauza numărului mare de falsuri, a început să evite utilizarea acestei monede, mai ales că falsificările erau atât de bine realizate încât deveneau greu de distins de exemplarele autentice, în unele cazuri, conținând chiar mai mult argint decât monedele autentice. Datorită valorii sale nominale ridicate, moneda de 250 de lei a devenit preferata falsificatorilor, ceea ce a dus la descoperirea mai multor fabrici clandestine de producere a banilor falși. Criticile la adresa monedei de 250 de lei nu s-au limitat doar la problema falsificării, ci au vizat și aspectul său tehnic și artistic, considerat necorespunzător pentru o emisiune de asemenea valoare. Ca urmare a numărului mare de falsuri și a dificultății de a distinge monedele autentice de cele contrafăcute, Ministerul Finanțelor a fost nevoit să emită instrucțiuni oficiale pentru recunoașterea falsurilor. Acestea au fost transmise organelor competente pentru a ajuta la identificarea monedelor false de 250 lei și pentru a limita pagubele cauzate de răspândirea acestora în economie. Conform unui raport din 1937, se estima că între 60 și 70 de milioane de lei în monede de 250 lei contrafăcute circulau pe piață la acea vreme. La începutul anului 1938, au apărut zvonuri în presă că monedele de 250 lei vor fi retrase din circulație. În ciuda acestor informații, Ministerul de Finanțe a clarificat situația, asigurând publicul că monedele de 250 lei vor continua să aibă putere circulatorie. Totuși, piesele de 250 lei au fost retrase treptat din circulație, în luna august a anului 1938 rămânând pe piață doar aproximativ 50% din cantitatea inițial emisă. Deoarece publicul refuza în mod constant primirea acestora, Ministerul de Interne a emis o circulară prin care cerea autorităților să impună primirea monedelor de 250 lei, considerând refuzul ca o infracțiune conform legii privind circulația monedelor și creditele Statului, iar contravenienții urmau să fie pedepsiți conform articolului 524 a Codului de procedură penală din 17 martie 1936. În paralel, Ministerul de Finanțe a luat măsuri pentru înlocuirea pieselor de 250 lei cu monede de 50 și 100 lei, emise din nichel.
În urma ordinului circular nr. 277.215 din 24 septembrie 1938, Ministerul de Finanțe a stabilit retragerea monedelor de 250 lei din circulație până la data de 31 decembrei 1938. Administrațiile financiare aveau obligația de a reține piesele prezentate la ghișee pentru plata impozitelor, iar în lipsa acestora, de a le preschimba cu alte monede aflate în circulație. Monedele suspecte erau trimise pentru analiză la Monetăria Națională, care decidea dacă acestea puteau fi preschimbate sau trebuiau demonetizate. Contribuabilii erau notificați cu privire la rezultat, iar monedele identificate ca false erau returnate acestora după ce erau demonetizate, însoțite de procesul-verbal de constatare. Termenul de preschimbare a fost ulterior prelungit de mai multe ori, inițial până la 31 ianuarie 1939, iar în final până la 16 august 1939. Din Monetăria Națională - Zece ani de activitate: 1935-1945 rezultă că un procent de 99,8% din însemnele emisiunii au fost prezentate spre preschimbare de cetățeni, însemnând că numai 9330 de monede de acest tip au rămas la populație, incluzându-le și pe cele pierdute ori distruse accidental.

### 250 lei 1939-1940

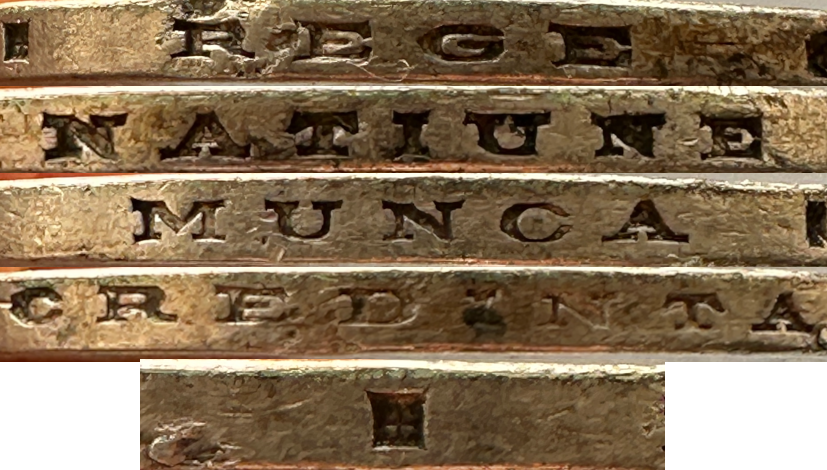
Muchia monedei de 250 lei 1939

În anul 1939, prin decretul-lege nr. 2.982 din 26 iulie, Ministerul Finanțelor a fost autorizat să emită o nouă monedă divizionară de 250 lei din argint, alături de completarea emisiunii pentru monedele de 100 și 50 lei din nichel. Caracteristicile tehnice ale monedei, inclusiv gravura, aliajul și dimensiunile, urmau să fie stabilite prin jurnale ale Consiliului de Miniștri, în funcție de necesitățile circulației monetare.
Ulterior, prin decizia nr. 2.306 luată de Consiliul Ministerial în ședința din 8 august 1939, s-a aprobat baterea a 10.000.000 de monede de 250 lei, în valoare totală de 2,5 miliarde lei, cu punerea în circulație începând cu 21 august 1939 prin intermediul administrațiilor financiare și al sucursalelor Băncii Naționale a României, precum și caracteristicile acesteia.
Moneda era confecționată dintr-un aliaj format din 83,5% argint și 16,5% cupru, având un diametru de 30 mm și o greutate de 12 grame. Aversul prezenta efigia regelui Carol al II-lea, în profil spre dreapta, înconjurată de inscripția CAROL II REGELE ROMANILOR, cu litere de 2 mm. Sub gât se găsea textul H. IONESCU, cu litere de 0,5 mm, reprezentând numele gravorului. Reversul prezenta stema mică a Regatului României, sub care se găseau valoarea nominală, 250 LEI, cu cifre și litere de 2,4 mm, și anul emisiunii cu cifre de 1,2 mm. Acestea erau flancate de o coroană formată din spice de grâu, frunze de viță-de-vie și ciorchini de struguri. Muchia era netedă și avea incus textul REGE + NATIUNE + MUNCA + CREDINTA, cu litere de 0,7 mm. Presa vremii a primit favorabil noua monedă de 250 lei din 1939, apreciind eleganța designului, calitatea execuției și dificultatea de a fi falsificată, iar publicul, atât colecționarii, cât și utilizatorii obișnuiți, a acceptat-o cu încredere, subliniindu-se totodată importanța circulației banilor pentru economia națională.
În contextul economic și politic tensionat al anului 1940, o mare parte din monedele de 250 lei emise în 1939 au fost tezaurizate, ceea ce a dus la o diminuare a circulației lor pe piață. Pentru a remedia această situație, prin decretul-lege nr. 1776 pentru completarea decretului-lege din 26 iulie 1939, emis la 31 mai 1940, Ministerul de Finanțe a fost autorizat să bată și să pună în circulație o nouă emisiune de monede de 250 lei, în valoare totală de 2 miliarde de lei, adică 8 milioane de bucăți. Cele două emisiuni au avut putere circulatorie până la data de 31 iulie 1941, iar ulterior au fost primite pentru plata impozitelor până la data de 31 august 1941, fiind înlocuite de o nouă monedă de 250 lei cu efigia regelui Mihai I, prin decretul-lege nr. 497 pentru retragerea din circulație a actualei monete de argint de 250 lei și înlocuirea ei cu alte monete din 1 martie 1941. Totuși, termenul a fost extins de mai multe ori, iar monedele au fost retrase din circulație la 28 februrie 1942, ulterior fiind primite pentru plata impozitelor până la data de 31 martie 1942.

### 250 lei 1940 (Legionară)
Începând cu 18 decembrie 1940, în timpul Statului-Național Legionar, a început baterea unei noi monede de 250 lei. Aceasta era asemănătoare ca design cu emisiunea 1939-1940 și avea aceleași caracteristici tehnice, adică un aliaj format din 83,5% argint și 16,5% cupru, o greutate de 12 g și un diametru de 30 mm. Aversul prezenta efigia regelui Mihai I, în profil spre stânga, cu inscripția MIHAI I REGELE ROMÂNILOR, iar reversul era la fel cu cel al emisiunii 1939-1940, cu semnul Mișcării Legionare plasat între cifrele milesimului, sub forma 19#40. Muchia era netedă și avea incus textul TOTUL # PENTRU # TARA #, unul dintre sloganurile Mișcării Legionare, precum și unul dintre fostele nume ale Legiunii. Se estimează că aproximativ trei milioane de astfel de piese au fost produse, însă, după Rebeliunea Legionară din ianuarie 1941, acestea au fost topite aproape în totalitate, doar un număr infim de astfel de piese mai existând în prezent. Este de menționat faptul că această monedă a fost emisă în absența unui act normativ care să îi reglementeze oficial baterea.

### 250 lei 1941 (Totul Pentru Țară)

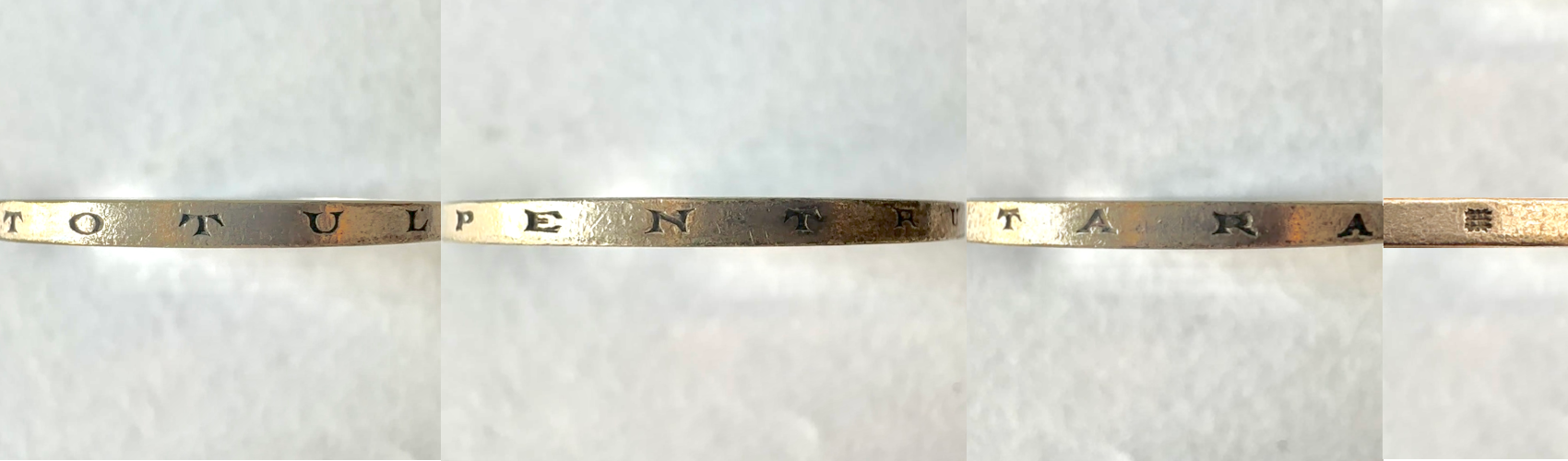
Muchia monedei de 250 lei

La 1 martie 1941, prin decretul-lege pentru retragerea din circulație a actualei monete de argint de 250 lei și înlocuirea ei cu alte monete s-a decis introducerea unei noi monede de 250 lei, începând cu data de 10 martie 1941, cu efigia regelui Mihai I. Aceasta era identică cu moneda emisă în timpul Statului Național-Legionar, cu excepția faptului că semnul Mișcării Legionare a fost eliminat dintre cifrele milesimului. Conform decretului-lege, caracteristicile tehnice au fost păstrate, astfel că aceasta avea un diametru de 30 mm, cu o toleranță de de ± 0,05 mm, și o greutate de ± 10‰. Aversul prezenta efigia regelui Mihai I, în profil spre stânga, înconjurată de inscripția MIHAI I REGELE ROMANILOR, cu litere de 2,2 mm. Sub gât se găsea textul H. IONESCU, cu litere de 0,5 mm, reprezentând numele gravorului. Reversul prezenta stema mică a Regatului României, sub care se găseau valoarea nominală, 250 LEI, cu cifre și litere de 2,6 mm, și anul emisiunii cu cifre de 1,2 mm. Acestea erau flancate de o coroană formată din spice de grâu, frunze de viță-de-vie și ciorchini de struguri. Muchia a fost păstrată de la emisiunea legionară, astfel că aceasta era netedă și avea incus textul TOTUL # PENTRU # TARA #, cu litere de 2,8 mm. Acest aspect este interesant, având în vedere că după Rebeliunea legionară, prin decretul regal nr. 314 din 14 februarie 1941, Statul Național-Legionar a fost desființat oficial, iar activitatea politică de orice natură a fost interzisă, până la noi reglementări. Tirajul stabilit a fost de 14.800.000 de bucăți, din care s-au executat 4.000.000 de bucăți și au fost puse în circulație 2.000.000 de exemplare. Din cauza textului de pe muchie au fost retrase începând cu 4 iunie 1941, prin decretul-lege nr. 1651 pentru modificarea art. 8 C, alineatul b și alineatul c din decretul-lege Nr. 497/1941. Un total de 94% din cantitatea de monede a fost prezentată pentru preschimbare, iar în posesia populației a rămas un număr de 119.200 bucăți, incluzând și piesele pierdute ori distruse accidental.

### 250 lei 1941 (Nihil Sine Deo)

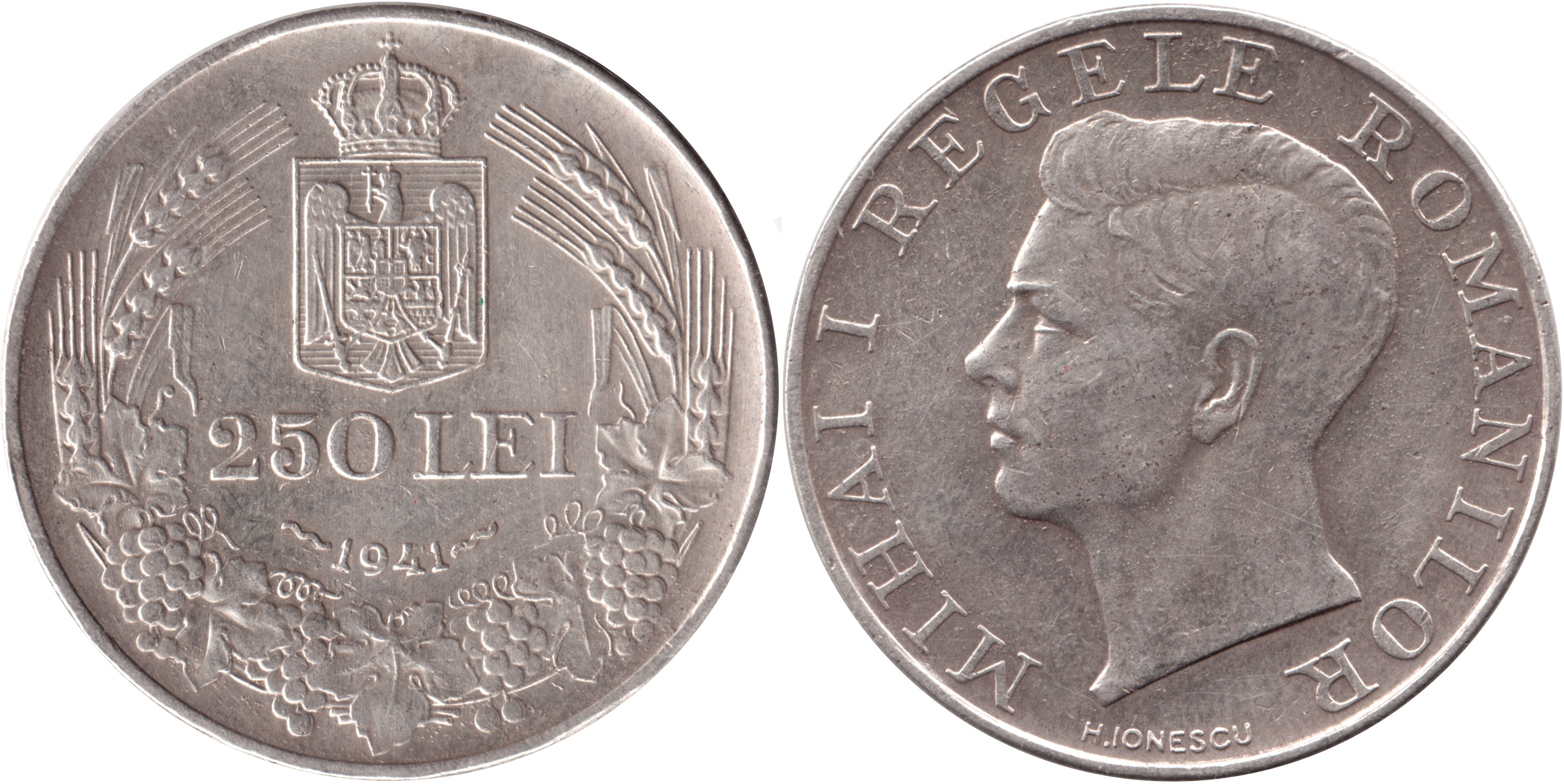
Monedă de 250 lei din 1941

În 4 iunie 1941, prin decretul-lege nr. 1651 pentru modificarea art. 8 C, alineatul b și alineatul c din decretul-lege Nr. 497/1941 s-a introdus o nouă monedă de 250 lei. Aceasta păstra aceleași specificații și design ca emisiunea din martie 1941, diferențele constând în adăugarea a două linii frânte de 2 mm lungime, care semănau cu simbolul ~, plasate la stânga și la dreapta anului de emitere, 1941, și în modificarea textului de pe muchia monedei, înlocuind TOTUL PENTRU TARA cu NIHIL SINE DEO cu litere de 2,8 mm. Motivul adăugării semnelor distinctive lângă anul de emitere a fost acela de a facilita retragerea vechilor emisiuni, încă aflate în circulație, iar schimbarea inscripției de pe muchie a fost destinată să prevină orice interpretare greșită a textului de pe moneda din martie 1941. Tirajul propus al acestei emisiuni a fost de 13.750.000 de exemplare. Totuși, plafonul maxim a fost redus cu 1 miliard de lei la 6 octombrie 1941 prin decretul-lege pentru micșorarea emisiunii monedelor de 250 lei și mărirea emisiunii de hârtie de 100 lei. Ca urmare, numărul total de monede de 250 lei produse a fost mai mic decât cel prevăzut inițial.
Moneda a fost retrasă prin prin decretul-lege nr. 1.971 din 14 iulie 1942 pentru retragerea din circulație a monetelor de 250 lei și baterea unei monete de argint de 200 lei fiind astfel înlocuită cu moneda de 200 lei 1942. Puterea circulatorie a acesteia a încetat la data de 30 septembrie 1942, iar după această dată a fost primită doar pentru plata impozitelor până la data de 31 decembrie 1942.
După Reforma monetară din 1947, Banca Națională a României a lansat un program de achiziție a argintului sub formă de monede și obiecte, stabilind un preț de 2.306 lei pentru un kilogram de argint fin. Au fost fixate prețuri pentru monedele din argint retrase din circulație, inclusiv emisiuni mai vechi, precum cele din timpul domniilor regelui Carol I și Carol II. Cozile formate la sediile BNR, menționate în presa vremii, sugerează că astfel de monede erau încă larg deținute de populație.
Potrivit unui comunicat din 10 septembrie 1947, prețurile oferite de BNR pentru monedele de argint erau următoarele:
- 50 bani (Carol I) – 5 lei
- 1 leu (Carol I) – 9,50 lei
- 2 lei (Carol I) – 19 lei
- 5 lei (Carol I) – 52 lei
- 250 lei 1939–1941 (Carol II și Mihai I) – 23 lei
- 200 lei 1942 (Mihai I) – 11,50 lei
- 500 lei 1941 (Mihai I, jubiliară) – 48 lei
- 500 lei 1944 (Mihai I) – 19,50 lei
- 25.000 lei 1946 (Mihai I) – 20 lei
- 100.000 lei 1946 (Mihai I) – 40,50 lei[57]